# Club Deportivo Acero
El Club Deportivo Acero és un club de futbol amb seu a Port de Sagunt, pertanyent al municipi de Sagunt (Camp de Morvedre), que disputa les seves trobades com a local en l'Estadi Municipal Fornàs. Actualment juga al grup VI de la Tercera Federació.

## Història
El futbol va arribar fins al Port de Sagunt de mà dels mariners bascos que atracaven en el port comercial i a peu de platja muntaven els seus partits al costat dels vilatans. En 1919 es va fundar l'Sporting Club, portant els colors de l'Athletic Club en honor a l'empresa siderúrgica.
Seria en 1923 quan l'Sporting Club va començar a competir oficialment en categoria regional, arribant a disputar diverses temporades en la màxima categoria i tractar-se amb l'elit del futbol valencià: València CF, Llevant FC, Esportiu Castelló, Gimnàstic, Burjassot, Elx CF.
En 1929 va arribar la creació de la Tercera divisió, on l'Sporting va ser campió del seu grup dues vegades consecutives, lluitant per l'ascens a Segona divisió.
Després de la Guerra Civil, la nova llei va prohibir l'ús de modismes estrangers, per la qual cosa la nova denominació va ser Club Deportivo Acero.

## Trajectòria esportiva
- Temporades en 1a: 0
- Temporades en 2a: 0
- Temporades en 2a B: 0
- Temporades en 3a: 45 (2 com Sporting Club)
- Millor posició en 3a: 2n (1995-96); 1r com Sporting Club (1929-30 i 1930-31)

| Temporada | Nivell | Divisió            | Posició |
| --------- | ------ | ------------------ | ------- |
| 1929-30   | 3      | 3a Divisió         | 1a      |
| 1930-31   | 3      | 3a Divisió         | 1a      |
| 1943-44   | 3      | 3a Divisió         | 4a      |
| 1944-45   | 4      | Regional Preferent | —       |
| 1945-46   | 3      | 3a Divisió         | 6a      |
| 1946-47   | 3      | 3a Divisió         | 7a      |
| 1947-48   | 3      | 3a Divisió         | 6a      |
| 1948-49   | 3      | 3a Divisió         | 9a      |
| 1949-50   | 3      | 3a Divisió         | 17a     |
| 1950-55   | 4      | Regional Preferent | —       |
| 1955-56   | 3      | 3a Divisió         | 9a      |
| 1956-57   | 3      | 3a Divisió         | 8a      |
| 1957-58   | 3      | 3a Divisió         | 13a     |
| 1958-59   | 3      | 3a Divisió         | 17a     |
| 1959-60   | 4      | Regional Preferent | —       |
| 1960-61   | 3      | 3a Divisió         | 9a      |
| 1961-62   | 3      | 3a Divisió         | 8a      |
| 1962-63   | 3      | 3a Divisió         | 13a     |
| 1963-64   | 3      | 3a Divisió         | 3a      |
| 1964-65   | 3      | 3a Divisió         | 7a      |
| 1965-66   | 3      | 3a Divisió         | 5a      |
| 1966-67   | 3      | 3a Divisió         | 5a      |
| 1967-68   | 3      | 3a Divisió         | 4a      |
| 1968-69   | 3      | 3a Divisió         | 4a      |
| 1969-70   | 3      | 3a Divisió         | 7a      |
| 1970-71   | 3      | 3a Divisió         | 15a     |
| 1971-72   | 3      | 3a Divisió         | 15a     |
| 1972-73   | 3      | 3a Divisió         | 20a     |
| 1973-76   | 4      | Regional Preferent | —       |
| 1976-77   | 3      | 3a Divisió         | 20a     |
| 1977-78   | 4      | 3a Divisió         | 14a     |
| 1978-79   | 4      | 3a Divisió         | 16a     |
| 1979-80   | 4      | 3a Divisió         | 4a      |
| 1980-81   | 4      | 3a Divisió         | 20a     |
| 1981-87   | 5      | Regional Preferent | —       |
| 1987-88   | 4      | 3a Divisió         | 15a     |
| 1988-89   | 4      | 3a Divisió         | 13a     |
| 1989-90   | 4      | 3a Divisió         | 13a     |
| 1990-91   | 4      | 3a Divisió         | 10a     |
| 1991-92   | 4      | 3a Divisió         | 8a      |
| 1992-93   | 5      | Regional Preferent | 8a      |
| 1993-94   | 5      | Regional Preferent | 8a      |
| 1994-95   | 5      | Regional Preferent | 1a      |
| 1995-96   | 4      | 3a Divisió         | 2a      |
| 1996-97   | 4      | 3a Divisió         | 10a     |
| 1997-98   | 4      | 3a Divisió         | 19a     |
| 1998-99   | 5      | Regional Preferent | 2a      |
| 1999-00   | 5      | Regional Preferent | 4a      |
| 2000-01   | 5      | Regional Preferent | 1a      |
| 2001-02   | 5      | Regional Preferent | 6a      |
| 2002-03   | 5      | Regional Preferent | 4a      |
| 2003-04   | 5      | Regional Preferent | 2a      |
| 2004-05   | 4      | 3a Divisió         | 20a     |
| 2005-06   | 5      | Regional Preferent | 5a      |
| 2006-07   | 5      | Regional Preferent | 7a      |
| 2007-08   | 5      | Regional Preferent | 4a      |
| 2008-09   | 5      | Regional Preferent | 9a      |
| 2009-10   | 5      | Regional Preferent | 12a     |
| 2010-11   | 5      | Regional Preferent | 1a      |
| 2011-12   | 4      | 3a Divisió         | 5a      |
| 2012-13   | 4      | 3a Divisió         | 17a     |
| 2013-14   | 4      | 3a Divisió         | 10a     |
| 2014-15   | 4      | 3a Divisió         | 12a     |
| 2015-16   | 4      | 3a Divisió         | 20a     |
| 2016-17   | 5      | Regional Preferent | 3a      |
| 2017-18   | 5      | Regional Preferent | 1a      |
| 2018-19   | 4      | 3a Divisió         | 17a     |
| 2019-20   | 4      | 3a Divisió         | 18a     |
| 2020-21   | 4      | 3a Divisió         | 2a/12a  |